# Корпорація (телесеріал, Sci Fi Channel)
«Корпорація» (англ. Incorporated) — американський драматичний телесеріал, прем'єра якого відбулася на телеканалі SyFy 30 листопада 2016 — 25 січня 2017 року. Пілотний епізод перед офіційною прем'єрою Syfy показав 16 листопада 2016 року. 27 лютого 2017 року канал закрив серіал після одного сезону.

## Сюжет
Дії серіалу-антиутопії проходить у Мілвокі 2074 року. Через низку криз і зміни клімату під час відсутності ефективного уряду потужні транснаціональні корпорації стали де-факто урядами, контролюючи «зелені зони». Решта територій називаються «червоними зонами», де центральна влада слабка або відсутня.
Бен Ларсон — процвітаючий менеджер «Spiga Biotech», однієї з найбільших корпорацій. Він одружений з Лорою — дочкою однієї з керівниць корпорації, Елізабет. При цьому його справжнє ім'я Аарон, він є кліматичним утікачем із «червоної зони». Він нелегально проник у «зелену зону» заради порятунку свого юнацького кохання — Елени, яка через певні обставини стала елітною повією для високопоставлених осіб «Spiga». Заради отримання доступу в елітарний клуб Аарон прагне отримати підвищення, долаючи конкуренцію і перевірки служби безпеки.

## У ролях
| Актор                   | Роль                          | Опис                                          |
| ----------------------- | ----------------------------- | --------------------------------------------- |
| Шон Тіл                 | Бен Ларсон / Аарон Слоан      |                                               |
| Еллісон Міллер          | Лора Ларсон                   | дружина Бена, косметичний хірург              |
| Едді Рамос              | Тео Маркес                    |                                               |
| Джулія Ормонд           | Елізабет Краусс               | мати Лори, високоставлена керівниця у «Spiga» |
| Денніс Гейсберт         | Джуліан                       | керівник служби безпеки                       |
| Деймон Герріман         | Джонатан Гендріка / Генрі Рід | кліматичний утікач                            |
| Дуглас Найбак           | Роджер Каплан                 |                                               |
| Деніс Тонц              | Елена Маркес                  | сестра Тео, справжнє кохання Аарона, повія    |
| Ян Трейсі               | Терренс                       |                                               |
| Міф (Ентоні Дж. Міфсуд) | Воллес                        |                                               |
| Девід Г'юлетт           | Чад Пітерсон                  |                                               |

## Виробництво
Роль Лори Ларсон у пілотному епізоді зіграла Джорджина Гейґ, проте акторка була замінена на Еллісон Міллер після того, як серіалу дали «зелене світло».
20 червня 2017 року весь серіал був випущений на DVD.

## Відгуки критиків
Серіал отримав 75 % «свіжості» на Rotten Tomatoes.